# FC Schaan
El FC Schaan es un equipo de fútbol liechtensteniano que juega en Schaan. El filial es llamado Schaan Azzurri. Es uno de los siete equipos oficiales de la nación y juega en el Campeonato de Fútbol de Suiza, en la 4. Liga, la que es la octava categoría. El equipo juega anualmente en la Copa de Liechtenstein, cual ha ganado 3 veces en su historia. El club tiene una cantera conjunta con el FC Vaduz.

## Palmarés
- Copa de Liechtenstein: 3

1955, 1963, 1994

## Participación en competiciones europeas
| Temporada | Competición      | Ronda          | Club              | Ida     | Vuelta  | Cómputo global |
| --------- | ---------------- | -------------- | ----------------- | ------- | ------- | -------------- |
| 1994-95   | Recopa de Europa | Clasificatoria | Pirin Blagoevgrad | 0-3 (F) | 0-1 (C) | 0-4            |

## Jugadores

### Plantilla 2017-18
Actualizado el 12 de febrero del 2018